# 強迫吸毒
強迫吸毒，是在違反個人意志下，使用強制方式（如暴力、恐嚇、威脅、非法禁錮、或其他強制手段），強迫他人吸毒。

## 目的
強迫吸毒目的可以很多，由純粹娛樂、精神控制、及實質控制他人都有。
- 以強迫吸毒操控妓女是色情行業常見做法之一[4]，亦有其他罪犯以強迫吸毒控制他人參與犯罪的個案。[5]這做法在東南亞跨國人口販賣事件及詐騙園區中屬於常見情況，部分犯罪集團會向受害人提供免費毒品並迫令受害人吸食，從而令受害人染上毒癮。受害人因擔心無法出外支付高昂的毒品費用，即使獲救，仍無法離開園區，或無法脫離園區的控制。[6][7][8]
- 也有強迫勞動的個案中，以毒品讓受害人保持清醒的說法。[9][10]
- 也有一些為了強姦而向受害人餵毒的個案報導。[11][12][13]
- 美國演員傑瑞米·倫敦聲稱自己曾被綁架，並聲稱期間自己被強迫吸毒。[14]
- 有報導指詐騙園區會強迫受害人吸毒，不吸毒會被毆打。[15]